# There’s Always a Woman
There’s Always a Woman ist eine US-amerikanische Kriminalkomödie mit Joan Blondell und Melvyn Douglas aus dem Jahr 1938. Als Vorlage diente eine Geschichte von Wilson Collison.

## Handlung
Nachdem William Reardon mangels Aufträgen sein Detektivbüro in New York hat schließen müssen, arbeitet er wieder für den örtlichen Staatsanwalt. Doch sein Büro bleibt nicht lange geschlossen, denn seine aufgeweckte Frau Sally hat es sich in den Kopf gesetzt, die hoch verschuldete Agentur allein weiterzuführen. Ihr Erfolg scheint nicht lange auf sich warten zu lassen, als Lola Fraser, eine reiche Dame der höheren Gesellschaft, Sally beauftragt, ihren Mann Walter zu beschatten. Lola ist überzeugt, ihr Gatte habe eine Affäre mit einer Bekannten namens Anne Calhoun. Daraufhin bringt Sally William dazu, sie in den teuren Skyline Club zu begleiten, um dort Lola, Walter und Anne zu beobachten. Dabei stellt sie sich eher ungeschickt an und zieht damit unabsichtlich mehr Aufmerksamkeit auf sich, als ihr eigentlich lieb ist. Auch William ist verwundert über das Verhalten seiner Ehefrau, ahnt er doch nichts von ihren verdeckten Ermittlungen. Trotz ihrer Startschwierigkeiten als Detektivin bemerkt sie, wie Walter seiner angeblichen Geliebten Anne einen Zettel übergibt, den diese anschließend an den Nachtclubbesitzer Nick Shane weiterreicht. Sally entgeht ebenfalls nicht die Eifersucht in den Augen von Jerry Marlowe, dem Verlobten von Anne, der am Ende des Abends droht Walter umzubringen.
Am nächsten Tag verkünden die Zeitungsüberschriften, dass Walter tatsächlich in der vorhergehenden Nacht ermordet worden sei. Als Sally der Polizei den Hinweis gibt, dass Jerry als Mörder in Frage kommt, beauftragt dessen Anwalt Ketterling ausgerechnet Sally damit, Jerrys Unschuld zu beweisen. Da William nun seinerseits im Auftrag des Staatsanwalts Nachforschungen anstellt, nutzt Sally die Gelegenheit, ihn bei der Befragung von weiteren Verdächtigen zu belauschen. Deren Auskünfte bringen sie jedoch nicht weiter. Dann findet sie überraschend Nick Shane tot vor und vernimmt dabei den Duft von Lolas Parfüm. Die Indizien lassen Sally und William darauf schließen, dass Lola hinter den Morden steckt. Gemeinsam gelingt es ihnen, Lola ein Geständnis abzuringen. Wie sich herausstellt, wollte Walter die Scheidung einreichen und als Lola davon durch ihren Anwalt erfuhr, wurde ihr schnell klar, dass sie weitaus reicher als Witwe denn als geschiedene Frau sein würde. Aus diesem Grund beauftragte sie Shane, ihren Ehemann umzubringen. Doch als Shane versuchte, sie zu erpressen, zögerte sie nicht, zu einer Waffe zu greifen und ihn zu erschießen. Nach dem gelösten Fall beschließen Sally und William das Detektivbüro gemeinsam weiterzuführen.

## Hintergrund
Mit There’s Always a Woman versuchte Columbia Pictures eine ähnliche Kriminalfilm-Reihe wie die beliebten Der-dünne-Mann-Filme mit William Powell und Myrna Loy zu starten. Ein weiterer Film namens There’s That Woman Again über das Ehepaar Sally und William Reardon wurde zwar gedreht, allerdings war nur Melvyn Douglas als William Reardon erneut mit von der Partie. Joan Blondells Rolle der Sally wurde mit Virginia Bruce besetzt. Da die Fortsetzung beim Publikum nicht so gut ankam wie der erste Teil, wurde die Reihe letztlich eingestellt.
Die junge Rita Hayworth hat einen Kurzauftritt als Sekretärin Mary von etwa neun Sekunden. Ursprünglich war ihre Rolle als Joan Blondells Vertraute und deren Spionin im Büro des Staatsanwalts weit größer angelegt. Als jedoch die Autoren Joel Sayre, Phil Rapp und Morrie Ryskind herangezogen wurden, um das Drehbuch von Gladys Lehman mit mehr komischen Elementen auszustatten, änderte sich die Handlung stark. Da der Film als erster Teil einer Reihe geplant war, sollten außer dem Ehepaar Reardon keine anderen Charaktere als bedeutende Figuren eingeführt werden. Da Hayworths Rolle wichtig genug war, dass es dem Publikum aufgefallen wäre, wenn sie in weiteren Teilen nicht mehr erschien, wurden ihre Szenen fast komplett gestrichen.

## Kritiken
Bosley Crowther von der New York Times bezeichnete den Film als „eine einnehmende Komödie“. Joan Blondell sei „mit Sicherheit eine der köstlichsten Komödiantinnen der Leinwand“. Seit Die schreckliche Wahrheit habe Columbia „nichts produziert, das so gut“ sei.
Für Variety war There’s Always a Woman „eine temporeiche Komödie über den Kampf der Geschlechter vor dem Hintergrund eines Kriminalfalls“. Es gebe „viel Situationskomik im Stil des Dünnen Mannes“ und die Lacher kämen „pausenlos“. Viele davon seien „als überraschende Wendungen clever in die Handlung eingebettet“. Der Motion Picture Herald meinte, dass das Interesse an There’s Always a Woman „groß und enthusiastisch“ sein dürfte. Es handle sich um „einen amüsanten Film, in dem Albernheit, Mysterien, Melodram, Spannung und Überraschungsmomente auf geschickte Weise miteinander verknüpft wurden“.